# 花鹿属
花鹿属（学名：Axis）也称斑鹿属、豚鹿属（Hyelaphus），是偶蹄目鹿科的一属，是一类小型鹿，现存4种：
- 花鹿（斑鹿） Axis axis
- 喀拉米豚鹿（卡岛豚鹿） Axis calamianensis
- 巴岛花鹿（印度豚鹿、巴岛豚鹿） Axis kuhlii
- 豚鹿（芦蒿鹿） Axis porcinus